# Weingartia krugerae
Weingartia krugerae ist eine Pflanzenart in der Gattung Weingartia aus der Familie der Kakteengewächse (Cactaceae). Das Artepitheton krugerae ehrt Anna Maria Kruger, eine bolivianische Botanikstudentin von Martín Cárdenas.

## Beschreibung
Weingartia krugerae wächst sprossend mit hell- bis dunkelgrünen Körpern. Diese erreichen bei Durchmessern von 3 Zentimetern Wuchshöhen von bis zu 2 Zentimetern und besitzen eine lange Rübenwurzel. Ein Mitteldorn fehlt. Die 16 bis 20 Randdornen sind kammförmig angeordnet, mehr oder weniger anliegend, weißlich mit einer bräunlichen Basis oder vollkommen bräunlich und 2 bis 3 Millimeter lang.
Die gelben bis hellorangen Blüten sind 2 bis 3 Zentimeter lang und besitzen ebensolche Durchmesser. Die bräunlichen Früchte weisen einen Durchmesser von 5 Millimeter auf.

## Verbreitung, Systematik und Gefährdung
Weingartia krugerae ist im bolivianischen Departamento Cochabamba in Höhenlagen von 2600 Metern verbreitet.
Die Erstbeschreibung als Aylostera krugerae wurde 1957 durch Martín Cárdenas veröffentlicht. Fred Hermann Brandt stellte die Art 1979 in die Gattung Weingartia. Weitere nomenklatorische Synonyme sind Rebutia krugerae (Cárdenas) Backeb. (1959), Sulcorebutia krugerae (Cárdenas) F.Ritter (1961), Rebutia steinbachii subsp. krugerae (Cárdenas) D.R.Hunt (1997), Sulcorebutia steinbachii subsp. krugerae (Cárdenas) Fritz, Gertel & J.de Vries (2004), Sulcorebutia steinbachii var. krugerae (Cárdenas) Fritz, Gertel & J.de Vries (2004) und Weingartia steinbachii subsp. krugerae (Cárdenas) Hentzschel & K.Augustin (2008).
In der Roten Liste gefährdeter Arten der IUCN wird die Art als „Endangered (EN)“, d. h. als stark gefährdet geführt.

## Nachweise